# Suillia
Suillia is een geslacht van insecten uit de familie van de afvalvliegen (Heleomyzidae), die tot de orde tweevleugeligen (Diptera) behoort.

## Kenmerken
De imagines van het geslacht Suillia hebben bijna altijd een min of meer donker roodachtig lichaam, hun mesonotum is soms zwartgeblakerd of gemarkeerd met kleine bruine vlekken. Hun thorax is langer dan breed en hun vleugels langer dan de buik. De abdominale tergieten zijn min of meer omzoomd met zwart aan hun uiteinde. Hun benen zijn versierd met min of meer duidelijke donkere vlekken, voornamelijk op de knieën. De larven daarentegen zijn vrij groot en zacht, ondanks een harde huid.
De volwassenen voeden zich met nectar, stuifmeel of planten, soms met schimmels, maar ook met rottend materiaal en uitwerpselen. Suillia gigantea en Suillia fuscicornis worden ook gebruikt als indicatoren voor de aanwezigheid van truffels in de bodem bij het zoeken naar deze kostbare paddenstoel.

## Soorten
- S. affinis (Meigen, 1830)
- S. apicalis (Loew, 1862)
- S. atricornis (Meigen, 1830)
- S. barberi (Darlington, 1908)
- S. bicolor (Zetterstedt, 1838)
- S. bistrigata (Meigen, 1830)
- S. cepelaki Martinek, 1985
- S. convergens (Walker, 1849)
- S. crinimana (Czerny, 1904)
- S. dawnae Withers, 1987
- S. discolor Czerny, 1927
- S. dumicola (Collin, 1943)
- S. femoralis (Loew, 1862)
- S. flagripes (Czerny, 1904)
- S. flava (Meigen, 1830)
- S. flavifrons (Zetterstedt, 1838)
- S. flavitarsis (Rondani, 1867)
- S. fuscicornis (Zetterstedt, 1847)
- S. gigantea (Meigen, 1830)
- S. hispanica (Loew, 1862)
- S. humilis (Meigen, 1830)
- S. igori Martinek, 1985
- S. imberbis Czerny, 1924
- S. innotata (Becker, 1908)
- S. kroeberi Czerny, 1935
- S. laevifrons (Loew, 1862)
- S. lineitergum (Pandelle, 1901)
- S. longipennis (Loew, 1862)
- S. lurida (Meigen, 1830)
- S. mikii (Pokorny, 1886)
- S. nemorum (Meigen, 1830)
- S. notata (Meigen, 1830)
- S. oceana (Becker, 1908)
- S. oldenbergii (Czerny, 1904)
- S. oxyphora (Mik, 1900)
- S. pallida (Fallen, 1820)
- S. parva (Loew, 1862)
- S. pilimana (Loew, 1862)
- S. plumata (Loew, 1862)
- S. quadrilineata Czerny, 1924
- S. quinquepunctata (Say, 1823)
- S. setitarsis (Czerny, 1904)
- S. similis (Meigen, 1838)
- S. sororcula Czerny, 1926
- S. tuberiperda (Rondani, 1867)
- S. umbratica (Meigen, 1835)
- S. univittata (von Roser, 1840)
- S. ustulata (Meigen, 1830)
- S. vaginata (Loew, 1862)
- S. variegata (Loew, 1862)
- S. villeneuvei Czerny, 1924